# Ah Yeah!!
「Ah Yeah!!」（アウ イェー!!）は、スキマスイッチの20枚目のシングル。

## 解説
- 19thシングル「Hello Especially」から約1年ぶりのリリース。
- 初回生産限定盤・期間生産限定盤・通常盤の3種類同時発売。初回盤のCDはBlu-spec CD2仕様であるほか、DVDが付属されている。
- 期間生産限定盤は『ハイキュー!!』描き下ろし紙ジャケット仕様。
- 対象店舗で購入すると「オリジナルポスター」または「スキマスイッチ 手書きイラスト&サイン入り特製アナザージャケット」が先着でプレゼントされた。

## 収録曲
- 全作詞・作曲・編曲：スキマスイッチ

### 初回生産限定盤・通常盤
1. Ah Yeah!!
  - 毎日放送・TBS系アニメ『ハイキュー!!』オープニングテーマ
  - TOHO animation配給映画 劇場版総集編 後編『ハイキュー!!勝者と敗者』テーマソング
  - 「全力少年」に次ぐライブの定番曲となっている[1]。
  - 初めてオーケストラから制作した楽曲[1]。
  - ミュージック・ビデオは、富士急ハイランドで撮影された。
2. 夏のコスモナウト
  - 2014年全国高等学校総合体育大会公式応援ソング
  - 読売新聞「インターハイ 自称、次期日本代表編」CMソング
  - 読売新聞「インターハイ2015 待ってろ、世界編」CMソング
  - 第30回記念 北海道マラソン2016 オフィシャルソング
  - 歌詞は「帯をギュッとね!」のワンシーンをモチーフとしている[1]。
  - 20周年記念のベストアルバム『POPMAN'S WORLD -Second-』のDisc3「SNT selection」に収録されている。常田の選曲理由は「（バランスや歌詞の展開など）凄く良く出来た」から。大橋も「むっちゃ歌が唄えてる」として選曲の候補に挙げていた[2]。
3. passage（from 新宿LOFT 2014.4.9）
  - インディーズ時代の楽曲のリメイク。インディーズアルバム『10チャンネル』に収録。
  - 2人がデビュー前にステージに立ったライブハウス、新宿LOFTにて開催された「SHINJUKU LOFT 15th ANNIVERSARY PREMIUM LIVE SERIES 2014 THE DREAM MATCH#1」でのライブ音源。
4. Ah Yeah!!（backing track）

### 期間生産限定盤
1. Ah Yeah!!
2. 夏のコスモナウト
3. passage（from 新宿LOFT 2014.4.9）
4. Ah Yeah!!（anime ver.）
5. Ah Yeah!!（backing track）

## 初回特典DVD収録内容
- 「SHINJUKU LOFT 15th ANNIVERSARY PREMIUM LIVE SERIES 2014 THE DREAM MATCH#1」ドキュメント&ライブ映像

## 7inchアナログ盤
- 2014年にリリースした20thシングル「Ah Yeah!!」のアナログ盤。
- 自身が立ち上げたアナログ専門レーベル「KU-KAN RECORDS」からの第二弾リリース作品[3]。
- 完全限定盤。
- 33回転仕様。
- 「マリンスノウ/回想目盛」、「星のうつわ/快楽のソファー(仮)2014 ver.」との同時リリース。
- 2020年2月～9月にリリースされた全25タイトルの「特典引換券」を集めて送ることで7インチ収納BOXがプレゼントされる。

### 収録曲
全作詞・作曲：スキマスイッチ

#### SIDE A
1. Ah Yeah!!

#### SIDE B
1. 夏のコスモナウト

## ライブ映像作品
| 曲名             | 発売年 | 作品名                                                                                             |
| ---------------- | ------ | -------------------------------------------------------------------------------------------------- |
| Ah Yeah!!        | 2015年 | スキマスイッチ TOUR 2015 “SUKIMASWITCH”-SPECIAL-THE MOVIE                                          |
| Ah Yeah!!        | 2016年 | スキマスイッチ TOUR 2016 “POPMAN'S CARNIVAL” THE MOVIE                                             |
| Ah Yeah!!        | 2017年 | SUKIMASWITCH TOUR 2017 “re:Action”THE MOVIE for DELUXE                                             |
| Ah Yeah!!        | 2019年 | SUKIMASWITCH TOUR 2018 "ALGOrhythm" THE MOVIE                                                      |
| Ah Yeah!!        | 2019年 | SUKIMASWITCH 15th Anniversary Special at YOKOHAMA ARENA 〜Reversible〜 THE MOVIE                   |
| Ah Yeah!!        | 2020年 | Augusta Camp 2019 + SHORT FILM『ボクと君』                                                         |
| Ah Yeah!!        | 2020年 | Sukimaswitch Official Fanclub DELUXE presents TOUR 2016“POPMAN’S CARNIVAL”Vol.0                    |
| Ah Yeah!!        | 2020年 | Streaming LIVE "a la carte 2020" 〜実際にやってみた!〜 THE MOVIE                                   |
| Ah Yeah!!        | 2021年 | Augusta Camp 2020                                                                                  |
| Ah Yeah!!        | 2021年 | スキマスイッチ2021ライブ&ドキュメンタリーfor DELUXE                                                |
| Ah Yeah!!        | 2022年 | Augusta Camp 2021                                                                                  |
| Ah Yeah!!        | 2023年 | スキマスイッチ TOUR 2022 “café au lait” THE MOVIE                                                  |
| Ah Yeah!!        | 2023年 | 「スキマスイッチ “Live Full Course 2022” 〜 20年分のライブヒストリー 〜」（2022.12.22 日本武道館） |
| Ah Yeah!!        | 2023年 | DELUXE FAN CLUB EVENT TOUR V.I.P. Vol.4                                                            |
| Ah Yeah!!        | 2024年 | スキマスイッチ 20th Anniversary "POPMAN'S WORLD 2023 Premium" THE MOVIE 〜HOBO KANZENBAN〜         |
| Ah Yeah!!        | 2024年 | A museMentally Blu-ray                                                                             |
| Ah Yeah!!        | 2024年 | Augusta Camp 2023 〜SUKIMASWITCH 20th Anniversary〜                                                |
| Ah Yeah!!        | 2025年 | スキマフェス                                                                                       |
| Ah Yeah!!        | 2025年 | スキマスイッチ TOUR 2024-2025 “A museMentally” THE MOVIE                                           |
| 夏のコスモナウト | 2015年 | スキマスイッチ TOUR 2015 “SUKIMASWITCH”-SPECIAL-THE MOVIE                                          |
| 夏のコスモナウト | 2017年 | SUKIMASWITCH TOUR 2017 “re:Action”THE MOVIE for DELUXE                                             |
| 夏のコスモナウト | 2023年 | DELUXE FAN CLUB EVENT TOUR V.I.P. Vol.4                                                            |
| passage          | -      | -                                                                                                  |

## 収録アルバム
| 曲名             | 発売年 | 作品名                                                                 | 分類         |
| ---------------- | ------ | ---------------------------------------------------------------------- | ------------ |
| Ah Yeah!!        | 2014年 | スキマスイッチ                                                         | オリジナル   |
| Ah Yeah!!        | 2015年 | スキマスイッチ TOUR 2015 “SUKIMASWITCH”SPECIAL                         | ライブ       |
| Ah Yeah!!        | 2016年 | スキマスイッチ TOUR 2016 “POPMAN'S CARNIVAL”                           | ライブ       |
| Ah Yeah!!        | 2017年 | re:Action                                                              | コンセプト   |
| Ah Yeah!!        | 2019年 | SUKIMASWITCH 15th Anniversary Special at YOKOHAMA ARENA 〜Reversible〜 | ライブ       |
| Ah Yeah!!        | 2020年 | スキマスイッチ TOUR 2019-2020 POPMAN'S CARNIVAL vol.2                  | ライブ       |
| Ah Yeah!!        | 2020年 | スキマノハナタバ 〜Smile Song Selection〜                              | コンセプト   |
| Ah Yeah!!        | 2021年 | SUKIMASWITCH Anime Songs                                               | プレイリスト |
| Ah Yeah!!        | 2023年 | スキマスイッチ TOUR 2022 “café au lait”                                | ライブ       |
| Ah Yeah!!        | 2023年 | POPMAN'S WORLD -Second-                                                | ベスト       |
| Ah Yeah!!        | 2025年 | Augusta Camp 2024                                                      | 配信・ライブ |
| Ah Yeah!!        | 2025年 | スキマスイッチ TOUR 2024-2025 “A museMentally”                         | ライブ       |
| 夏のコスモナウト | 2014年 | スキマスイッチ                                                         | オリジナル   |
| 夏のコスモナウト | 2015年 | スキマスイッチ TOUR 2015 “SUKIMASWITCH”SPECIAL                         | ライブ       |
| 夏のコスモナウト | 2016年 | POPMAN'S ANOTHER WORLD                                                 | ベスト       |
| 夏のコスモナウト | 2020年 | スキマノハナタバ 〜Smile Song Selection〜                              | コンセプト   |
| 夏のコスモナウト | 2023年 | POPMAN'S WORLD -Second-                                                | ベスト       |
| passage          | 2000年 | 10チャンネル                                                           | インディーズ |